# Sakura Onishi
Sakura Onishi (jap. 尾西 桜 Onishi Sakura; ur. 23 marca 2006) – japońska zapaśniczka walcząca w stylu wolnym. 
Złota medalistka mistrzostw Azji w 2025. Mistrzyni świata juniorów w 2024 i kadetów w 2023 roku. 